# Pilbis-Schloss
Das Pilbis-Schloss (auch Siegenburger Schloss) ist eine Schlossanlage in Siegenburg, Landkreis Kelheim, in Niederbayern, die im 16. Jahrhundert an Stelle der im 15. Jahrhundert abgebrannten Burg errichtet wurde.  Es ist unter der Aktennummer D-2-73-172-2 von Siegenburg verzeichnet. Die Anlage wird ferner als Bodendenkmal unter der Aktennummer D-2-7237-0264 mit der Beschreibung „untertägige Befunde im Bereich des frühneuzeitlichen Schlosses in Siegenburg, zuvor mittelalterliche Niederungsburg“ geführt.
Das Gebäude ist als Baudenkmal geschützt.

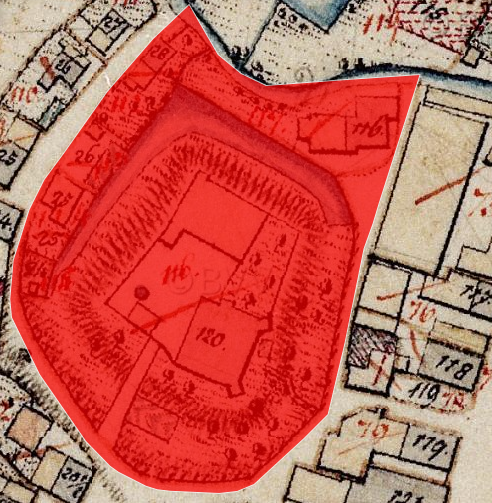
Lageplan des Pilbis-Schlosses auf dem Urkataster von Bayern

## Lage
Die Anlage befindet sich nahe dem Unteren Marktplatz am Fuße des Kirchberges in einem Geviert zwischen der Hofmarkstraße im Westen und der Schartstraße im Osten, an der wenige Meter östlich vorbeigehenden Landshuter Straße, die hier im Volksmund „Die Spreng“ heißt. Das Gebäudeensemble steht auf einer kleinen Anhöhe im Park des Siegenburger Schlosses.

## Geschichte und Beschreibung
Als Erbauer des Schlosses wird in regionalen Aufzeichnungen Leonhard Pilbis von Siegenburg (auch Leohnhart Pilbis) genannt, Bürger, Patrizier und Ratsherr Siegenburgs und verheiratet mit Klara Pilbis geborene Freiin von Pfettrach bei Landshut, der Mitte des 16. Jahrhunderts anstelle der alten Burg einen zweigeschossigen Steildachbau mit Fledermausgauben mit zwei Eckrisaliten mit oktogonalem Aufsatz und Zwiebelhauben errichtete.
Danach kam das Schloss mehrfach an verschiedene Besitzer, u. a. an Raimund Fasold von Schäsen, später an Oswald Egg, Erbmarschall und Obrist-Wachtmeister, der als Wiedererbauer des im Dreißigjährigen Krieg abgebrochenen Schlosses gilt.
Als weitere Besitzer sind bekannt:
- Nikolaus Bernhard von Egg und Freifrau Maria, geb. Freiin von Königsfeld und Affecking
- Erasmus Lampfridsheimer
- Verwalter Veit Müller um 1678 für den Grafen Porthia von Lauterbach
- Herr von Schleiß, Pfleger in Rottenburg; später seine Witwe Freifrau von Schleiß, geb. Gräfin von Maxlrain um 1700
- Ernst von Lindenfels und Ehefrau Maria Theresia um 1709
- Max Albert Graf von Lodron
- Freiherr von Wadenspann
- Harrter, Verwalter in Wildenberg
- der kurbayerische Obrist Herr von Magg,
- Herr von Keck
- später Thomas, genannt Heiselpetz
- für 1843 ist ein Josef Schmidleitner genannt
- danach der Ökonomierat Otto Schmidmayer
- im 20. Jahrhundert ist für 1922 Eduard und Karl Wittmann aufgeführt
- seit 1977 steht Herr Dr. med. vet. Eduard Jordan, zusammen mit seiner Frau Elisabeth, als Eigentümer im Grundbuch[1]

Nach einem Brand in den 1920er Jahren wurde das Bauwerk teilerneuert. Von der Umfassungsmauer aus der Erbauungszeit sind nur noch Reste vorhanden. Wirtschafts- und Stallgebäude, sowie ein eingeschossiger Satteldachbau stammen aus dem 16. bis 17. Jahrhundert. Eine zweibogige Brücke mit Brüstung über den Burggraben sowie das innere Schlosstor mit anschließender Mauer stammen im Kern aus dem 16. Jahrhundert.
Zur Anlage gehören ferner noch einige Wirtschafts- und Stallbauten, darunter das zentrale Wirtschaftsgebäude, bei dem es sich um einen zweigeschossigen Steildachbau mit Putzrahmungen handelt, der wohl ursprünglich im 16. bis 17.
Jahrhundert errichtet wurde, sowie der Marstall, ein eingeschossiger Satteldachbau, der ebenfalls dem 16. bzw. 17. Jahrhundert zugeordnet werden kann.